# Стебель
Сте́бель — удлинённый побег высших растений, служащий механической осью, а также выполняющий функцию проводящей и опорной базы для листьев, почек, цветков.

## Классификация

### По типу ветвления
- дихотомическое (многоклеточные водоросли, мхи, плауны);
- ложнодихотомическое (сирень, конский каштан);
- моноподиальное (хвойные);
- симподиальное (покрытосеменные).

### По расположению относительно уровня почвы
- надземные;
- подземные.

### По степени одревеснения
- травянистые;
- деревянистые (например, ствол — главный многолетний стебель дерева; стебли кустарников называют стволиками).

### По направлению и характеру роста
- прямостоячие (подсолнечник, тополь, астра, береза, яблоня, кукуруза);
- лежачие (стелющиеся) — стебли лежат на поверхности почвы, не укореняясь (тыква, арбуз, вербейник монетчатый);
- приподнимающиеся (восходящие) — нижняя часть стебля лежит на поверхности почвы, а верхняя поднимается вертикально (сабельник);
- ползучие — стебли стелются по земле и укореняются благодаря образованию в узлах придаточных корней (будра плющевидная, плауны, клевер ползучий, плющ, земляника);
- цепляющиеся (лазящие) — прикрепляются к опоре с помощью усиков (горох, огурец, виноград);
- вьющиеся — тонкие стебли, обвивающие опору (луносемянник, вьюнок, хмель).

### По форме поперечного сечения
- округлые;
- сплюснутые (опунция);
- трёх- (осока), четырёх- (крапива), многогранные (гранистые) (многие кактусы);
- ребристые;
- крылатые — стебли, у которых по острым граням тянутся плоские травянистые выросты (чина лесная) или низбегающие на стебель основания листьев (окопник лекарственный).
- бороздчатые.

## Ветвление стебля
Это процесс образования побегов нового годичного прироста из почек на побегах прошлого года.